# Saginafusus
Saginafusus is een geslacht van weekdieren uit de klasse van de Gastropoda (slakken).

## Soort
- Saginafusus pricei (E. A. Smith, 1887)